# Saint-Didace
Saint-Didace är en kommun av typen socken (municipalité de paroisse) i provinsen Québec i Kanada. Den ligger i regionen Lanaudière, i den sydöstra delen av landet, 210 km nordost om huvudstaden Ottawa. Antalet invånare var 688 vid folkräkningen 2021. Landarean är 100 kvadratkilometer.